# Ayenia wrightii
Ayenia wrightii là một loài thực vật có hoa trong họ Cẩm quỳ. Loài này được B.L.Rob. mô tả khoa học đầu tiên năm 1891.